# Sant Joan de les Abadesses
Sant Joan de les Abadesses (španělsky San Juan de las Abadesas) je obec v Katalánsku. Nachází se na řece Ter v comarce Ripollès ve španělské provincii Girona. Žije zde přibližně 3 400 obyvatel.
Dějiny obce byly zejména zpočátku výrazně spjaty se zdejším benediktýnským klášterem, který byl založen už v roce 887.